# Dinera longirostris
Dinera longirostris là một loài ruồi trong họ Tachinidae.